# Denis Ulanov
Denis Aleksandrovič Ulanov (Zyryanovsk, 28 ottobre 1993) è un sollevatore kazako, vincitore di una medaglia di bronzo negli 85 kg alle Olimpiadi di Rio de Janeiro 2016.

## Palmarès
- Giochi olimpici

Rio de Janeiro 2016: bronzo negli 85 kg.
- Campionati asiatici

Tashkent 2016: oro negli 85 kg.
Ningbo 2019: bronzo negli 81 kg.
- Universiadi

Taipei 2017: oro negli 85 kg.